# Rhinocypha watsoni
Rhinocypha watsoni is een libellensoort uit de familie van de Chlorocyphidae (Juweeljuffers), onderorde juffers (Zygoptera).
De wetenschappelijke naam van de soort is voor het eerst geldig gepubliceerd in 1995 door J. van Tol &  F.G. Rozendaal.